# Thoughts on Government
Thoughts on Government (in italiano Pensieri sul Governo), abbreviazione di Thoughts on Government, Applicable to the Present State of the American Colonies (in italiano Pensieri sul Governo, Applicabili allo Stato Presente delle Colonie Americane) fu scritto da John Adams durante la primavera del 1776 in risposta a una risoluzione del Congresso Provinciale della Carolina del Nord che richiedeva i suggerimenti di Adams sulla creazione di un nuovo governo e sulla stesura di una costituzione. Adams afferma che
Molte delle idee presentate nel saggio di Adams furono adottate nel dicembre del 1776 dai redattori della prima costituzione della Carolina del Nord.
Il documento è notevole in quanto Adams delinea i tre poteri del governo americano: esecutivo, giudiziario e legislativo, tutti con un sistema di controlli e contrappesi. Inoltre, in risposta a Common Sense di Thomas Paine, Adams rifiuta l'idea di un singolo organo legislativo, temendo che possa diventare tirannico o autoreferenziale (come nel caso dei Paesi Bassi dell'epoca). Pertanto, Adams concepì anche l'idea che due corpi legislativi dovessero servire come freno al potere dell'altro.